# Anthocerotaceae

## Introdução
A família  Anthocerotaceae  está contida na divisão das Anthocerotophytas (antóceros), que por sua vez está dentro do grupo das briófitas. Assim como as demais briófitas, os antóceros diferem das plantas vasculares justamente por não terem tecido vascular verdadeiro e terem a fase gametofítica como dominante no ciclo de vida.
- Commons
- Wikispecies

## Morfologia
Como estão dentro da divisão das Anthocerotophytas, sua morfologia básica consiste em uma estrutura “talosa” clorofilada, cujos rizoides são unicelulares. Além disso, em algumas espécies de antóceros podemos visualizar que todas as células, assim como células apicais e reprodutivas de várias briófitas, apresentam um grande plastídio apenas. De maneira geral, o esporófito é formado por um pé, que cresce em cima do gametófito; um meristema intercalar, região de crescimento com células indiferenciadas; e uma capsula que produz esporos. Algumas das características de Antocerotaceae são sinapomorfias de Anthocerotophytas:
- Pseudo-elatérios: Os pseudo-elatérios são dispersores de esporos, localizados nas capsulas dos esporos. Eles alteram sua forma de acordo com a presença de água.
- Meristema intercalar na base do esporófito: É uma região, localizada entre o pé e a capsula, de concentração de células indiferenciadas que promovem o crescimento da capsula com a formação de novas células. Com isso ele promove um aumento na produção de esporos pois este produz a capsula.
- Columela: Auxilia na sustentação da capsula.
- Seu esporófito tem um formato taloso e é fotossintetizante (tem estômatos), portanto eles são independentes do gametófito, mantendo-se vivos por mais tempo. Dependendo da relação de Anthocerotophyta com outras plantas terrestres, essa característica em particular pode ser uma sinapomorfia de Anthocerotophyta + Plantas vasculares.
Um fato curioso que pode ser observado tanto em antóceros quanto em hepáticas é que a mitose apresenta características entre as algas verdes clorofiladas e as plantas vasculares, sugerindo que a ausência de centríolos nas plantas foi persistente nos diversos estágios evolutivos.
Apesar de compartilharem com os musgos a presença de estômatos, os dos antóceros não são capazes de abrir e fechar como os dos musgos, provavelmente sendo essa uma característica ancestral. Além disso foi sugerido que essa característica de seus estômatos está relacionada com a desidratação para a abertura da deiscência valvar. A presença de estômatos em antóceros e musgos é também considerado como um importante elo evolutivo com as plantas vasculares.

## Ciclo de vida
O ciclo de vida básico dos Anthoceros segue o padrão de Briófitas. Ele compreende a formação de um gametófito (n) masculino e feminino , que vão produzir, respectivamente, anterídeos e arquegonio, estruturas responsáveis pela produção de gametas. Os gametas masculinos serão carregados pela água, obrigatóriamente, até encontrarem o gameta feminino no arquegonio, formando assim um zigoto (2n). Esse zigoto por sua vez vai formar um esporófito (2n) que produzirá um esporângio, que formará esporos (n) por meio de meiose. Os esporos vão formar novos gametófitos, reiniciando assim o ciclo.

## Relações filogenéticas
Anthoceratophytas representam um grupo chave para o entendimento da forma das plantas. Recentes analises moleculares colocam as Anthocerotophytas como grupo irmão das plantas vasculares, sendo uma possível apomorfia compartilhada entre elas é que o esporófito é fotossintetizante.

## Distribuição
São aproximadamente 300 espécies distribuídas no mundo, sendo que o gênero Anthoceros, que contém 83 espécies, é frequentemente encontrado no solo e em rochas, principalmente de regiões tropicais do mundo, e incluem nove espécies na India e cinco espécies no Japão.
No Brasil são encontrados 6 gêneros e 11 espécies, sendo 3 endêmicas. São ausentes na caatinga.